# Meștița (sit SPA)
Meștița este o arie protejată (arie de protecție specială avifaunistică — SPA) din Bulgaria întinsă pe o suprafață de 3.416,32 ha, integral pe uscat.

## Localizare
Centrul sitului Meștița este situat la coordonatele 42°43′19″N 22°58′58″E / 42.721944°N 22.982778°E.

## Înființare
Situl Meștița a fost declarat arie de protecție specială avifaunistică în martie 2007 pentru a proteja 12 specii de animale.

## Biodiversitate
Situată în ecoregiunea continentală, aria protejată nu include niciun habitat protejat.
La baza desemnării sitului se află mai multe specii protejate de  păsări (12): acvilă țipătoare mică (Aquila pomarina), șorecar mare (Buteo rufinus), cristeiul de câmp (Crex crex), ciocănitoare de grădină (Dendrocopos syriacus), presură de grădină (Emberiza hortulana), sfrâncioc roșiatic (Lanius collurio), sfrânciocul cu frunte neagră (Lanius minor), ciocârlie de pădure (Lullula arborea), ciocârlie de bărăgan (Melanocorypha calandra), viespar (Pernis apivorus), ciocănitoare verzuie (Picus canus), silvie porumbacă (Sylvia nisoria)
Pe lângă speciile protejate, pe teritoriul sitului au mai fost identificate 12 specii de păsări.